# 花電車 (ストリップ)
花電車（はなでんしゃ）は、ストリップなどで行われる女性器を使ったパフォーマンス。花芸とも言う。元は遊廓のお座敷芸として、大正時代に大阪の飛田新地で始まったと言われる。昭和5～6年頃には玉の井でも6、7人が行っていた。
語源は、路面電車の花電車。花電車は装飾をして走るだけで「客を乗せない」ものであったため、「客を乗せない」が「売春行為は行わない」と共通するとして、もっぱら見せるだけの風俗芸を花電車と呼ぶようになったという。

## 主な芸
1. 生花
女性器に花を生ける。
2. 金庫
女性器にコインを入れたまま歩く。成功したらそのコインは女性が貰う。
3. 鈴鳴らし
クリトリスに糸で鈴を結びつけて鳴らす。
4. 習字
しゃがんだまま女性器に挿入した筆で字を書く[2]。
5. 台車引き
クリトリスから糸を結んで台車を引く。
6. 産卵
卵を膣に挿入し、そして出す。出す様子を産卵に見立てる[4]。
7. バナナ切り
女性器にバナナを挿入し、入り口の部分で切る[4]。バナナを切れるように膣の筋肉を動かすには訓練が必要。上級者は鉛筆も折る[5]。
8. 吹き矢
筒を女性器に挿入し、合図とともに矢を飛ばして的に当てる[6]。
9. ホタル
女性器に白熱電球を入れて光らせる。暗いところで行うとホタルのように見える。
10. リンゴ切り
女性器にタコ糸を巻き付けたタンポンを入れ、糸の反対側を客に持たせ、そのタコ糸でリンゴを切って見せる[7]。
11. タバコ
女性器で火をつけたタバコを吸って、煙を吐く[2][8]。
12. ラッパ
女性器で玩具のラッパを演奏する[9]。
13. 吹き戻し
女性器で吹き戻しを吹く。